# Mughiphantes arlaudi
Espèce
Synonymes
- Lepthyphantes arlaudi Denis, 1954

Mughiphantes arlaudi est une espèce d'araignées aranéomorphes de la famille des Linyphiidae.

## Distribution
Cette espèce est endémique du Midi-Pyrénées en France. Elle se rencontre en Haute-Garonne.

## Publication originale
- Denis, 1954 : Araignées des environs d'Espingo (Haute-Garonne). Bulletin de la Société d'Histoire naturelle de Toulouse, vol. 89, p. 137-156.